# إراستوس كورنينغ الثاني
إراستوس كورنينغ الثاني هو سياسي أمريكي، ولد في 7 أكتوبر 1909 في ألباني في الولايات المتحدة، وتوفي في 28 مايو 1983 في بوسطن في الولايات المتحدة. نشط حزبياً في الحزب الديمقراطي. وقد انتخب عضو جمعية ولاية نيويورك ‏ وانتخب عضو مجلس ولاية نيويورك ‏ وانتخب Mayor of Albany, New York ‏ (2 يناير 1942 – 28 مايو 1983).